# Evfrat
Évfrat (staroperzijsko Ufrat, arabsko الفرات (al-Furat), turško Fırat, akadsko Pu-rat-tu) je grško ime za bližnjevzhodno reko, ki je zahodnejša od dveh rek (vzhodna je Tigris), ki določata Mezopotamijo. Njeno ime izvira iz staroperzijske in avestanske besede huperethuua, ki pomeni »primerna za prečkanje« ().
Je najdaljša in ena zgodovinsko najpomembnejših rek zahodne Azije. Evfrat, ki izvira v Turčiji, teče skozi Sirijo in Irak, da se pridruži Tigrisu v Šat el Arabu v Iraku, ki se izliva v Perzijski zaliv.

## Tok reke
Evfrat je najdaljša reka zahodne Azije. Dolga je približno 3080 km, od tega je 1230 kilometrov v Turčiji, 710 kilometrov v Siriji in 1060 kilometrov v Iraku in nastane s sotočjem dveh rek. Zahodni krak Kara Su ali Zahodni Evfrat izvira v višavju vzhodne Turčije na nadmorski višini 3290 metrov (severno od Erzuruma) in je dolg 450 km, vzhodni krak Murat Su ali Vzhodni Evfrat pa izvira na nadmosrki višini 3520 metrov, odteka iz Vanskega jezera in je dolg 650 km. Združita se pri mestu Malatja. Na lokaciji jezu Keban sta reki, ki sta zdaj združeni v Evfrat, padli na nadmorsko višino 693 metrov. Od Kebana do sirsko-turške meje reka pade še za 368 metrov na razdalji manj kot 600 kilometrov. Ko Evfrat vstopi v nižine Gornje Mezopotamije, se njen nivo znatno zmanjša; v Siriji reka pade za 163 metrov, medtem ko v zadnjem odseku med Hītom in Šat el Arabom reka pade le za 55 metrov.
Reka najprej teče skozi kanjone in soteske, nato vstopi v Sirijo, kjer se vanjo izlivata edina pomembnejša pritoka Khabir in Balikh. Tok nadaljuje čez Irak, kjer se severno od Basre združi s Tigrisom v Šat el Arab, ki se izliva v Perzijski zaliv. 
Od Basre dalje se je reka prvotno razlivala v mnogo rokavov, med katerimi je nastalo obsežno Mezopotamsko močvirje, vendar je Sadam Husein v 1990-ih med boji proti upornim šiitom ta močvirja dal izsušiti. Po Huseinovem strmoglavljenju leta 2003 so izsuševanje zaustavili in močvirje si je že precej opomoglo.
Evfrat je ploven le z ladjami plitvega ugreza, ki lahko plujejo do iraškega mesta Hit, ki se nahaja približno 1200 km od izliva in na samo 53 m nadmorske višine. Od Hita navzgor plovba zaradi plitvin in brzic ekonomsko ni upravičena. Letno poplavljanje, do katerega pride zaradi topljenja snega v gorovjih vzhodne Turčije, je delno kontrolirano z jezovi in akumulacijskimi jezeri v gornjem toku. Približno 900 km dolg kanal povezuje Evfrat s Tigrisom in služi predvsem plovbi rečnih ladij.

### Pretok
Evfrat prejme večino vode v obliki padavin in talečega se snega, zaradi česar so največje količine v mesecih od aprila do maja. Pretok v teh dveh mesecih predstavlja 36 odstotkov celotnega letnega pretoka Evfrata ali celo 60–70 odstotkov po enem viru, medtem ko se majhen odtok pojavi poleti in jeseni. Povprečni naravni letni pretok Evfrata je bil določen na podlagi zapisov iz začetka in sredine 20. stoletja kot 20,9 kubičnih kilometrov pri Kebanu, 36,6 kubičnih kilometrov  pri Hītu in 21,5 kubičnih kilometrov pri Hindiji. Vendar ta povprečja prikrivajo veliko medletno spremenljivost pretoka; v kraju Birecik, severno od sirsko-turške meje, so bili izmerjeni letni pretoki, ki so segali od nizke količine 15,3 kubičnih kilometrov leta 1961 do visokih 42,7 kubičnih kilometrov leta 1963.
Režim pretoka Evfrata se je dramatično spremenil od izgradnje prvih jezov v 1970-ih. Podatki o pretokih Evfrata, zbrani po letu 1990, kažejo na vpliv gradnje številnih jezov na Evfratu in povečanega odvzema vode za namakanje. Povprečni pretok v Hītu po letu 1990 je padel na 356 kubičnih metrov na sekundo (11,2 kubičnih kilometrov na leto). Prav tako se je spremenila sezonska variabilnost. Pred letom 1990 je največja količina, zabeležena pri Hītu, znašala 7510 kubičnih metrov na sekundo, po letu 1990 pa le še 2514 kubičnih metrov na sekundo. Najmanjša prostornina pri Hītu je ostala razmeroma nespremenjena in se je povečala s 55 kubičnih metrov na sekundo pred letom 1990 na 58 kubičnih metrov na sekundo pozneje.

### Pritoki
V Siriji tri reke dodajo svojo vodo Evfratu; Sajur, Balikh in Khabur. Te reke izvirajo v vznožju gorovja Taurus vzdolž sirsko-turške meje in Evfratu dodajo sorazmerno malo vode. Sajur je najmanjši od teh pritokov; izvira iz dveh potokov v bližini Gaziantepa in odmaka planoto okoli Manbija, preden se izlije v rezervoar jezu Tišrin. Balik prejme večino svoje vode iz kraškega izvira blizu 'Ayn al-'Arus in teče proti jugu, dokler ne doseže Evfrata pri mestu Raka. Kar zadeva dolžino, drenažni bazen in pretok, je Khabur največji od teh treh. Njegovi glavni kraški izviri so okoli Ra's al-'Ayn, od koder Khabur teče jugovzhodno mimo Al-Hasakah, kjer reka zavije proti jugu in se izlije v Evfrat blizu Busajra. Ko Evfrat vstopi v Irak, ni več naravnih pritokov Evfrata, čeprav obstajajo prekopi, ki povezujejo porečje Evfrata z porečjem Tigrisa.

## Porečje
Porečje Kara Su in reke Murat pokrivata površino 22.000 kvadratnih kilometrov oziroma 40.000 kvadratnih kilometrov. Ocene površine porečja Evfrata se zelo razlikujejo; od nizkih 233.000 kvadratnih kilometrov do visokih 766.000 kvadratnih kilometrov. Nedavne ocene kažejo, da območje porečja meri 388.000 kvadratnih kilometrov, 444.000 kvadratnih kilometrov in 579.314 kvadratnih kilometrov. Večji del porečja Evfrata je v Turčiji, Siriji in Iraku. Po mnenju Daoudyja in Frenkena je delež Turčije 28 odstotkov, Sirije 17 odstotkov in Iraka 40 odstotkov. Isaev in Mikhailova ocenjujeta, da je delež povodja v Turčiji, Siriji in Iraku 33, 20 oziroma 47 odstotkov. Nekateri viri ocenjujejo, da je približno 15 odstotkov povodja v Saudovi Arabiji, medtem ko majhen del pade znotraj meja Kuvajta. Nazadnje, nekateri viri vključujejo tudi Jordanijo v porečje Evfrata; majhen del vzhodne puščave (220 kvadratnih kilometrov) teče proti vzhodu in ne proti zahodu.

## Naravna zgodovina
Evfrat teče skozi številna različna vegetacijska območja. Čeprav je več tisoč let trajajoča človeška naselitev v večini delov porečja Evfrata znatno poslabšala pokrajino, ostajajo zaplate prvotne vegetacije. Enakomerno padanje letne količine padavin od izvirov Evfrata proti Perzijskemu zalivu je močna determinanta vegetacije, ki jo je mogoče vzdrževati. V zgornjem toku Evfrat teče skozi gore jugovzhodne Turčije in njihova južna vznožja, ki podpirajo kserični gozd. Rastlinske vrste v bolj vlažnih delih tega območja vključujejo različne hraste, pistacije in rožnice (družina vrtnic/sliv). V bolj suhih delih kseričnega gozdnega območja rastejo manj gosti hrastovi gozdovi in rastline Rosaceae. Tu je mogoče najti tudi divje različice številnih žit, vključno z enozrnato pšenico, emmerjem, ovsom in ržjo.
Južno od tega območja leži območje mešane gozdno-stepske vegetacije. Med Rako in sirsko-iraško mejo teče Evfrat skozi stepsko pokrajino. Za to stepo je značilen beli pelin (Artemisia herba-alba) in Amaranthaceae. Skozi zgodovino je bilo to območje zaradi paše ovc in koz njegovih prebivalcev močno prekomerno popaseno. Jugovzhodno od meje med Sirijo in Irakom se začne prava puščava. To območje ne podpira nobene vegetacije ali pa so majhni žepi Chenopodiaceae ali Poa sinaica. Čeprav danes nič od tega ni preživelo zaradi človeškega vmešavanja, raziskave kažejo, da bi dolina Evfrata podpirala rečni gozd. Vrste, ki so značilne za ta tip gozda, so orientalska platana, evfratov topol, tamariša, jesen in različne močvirske rastline.
Med vrstami rib v porečju Tigris-Evfrat je družina Cyprinidae najpogostejša, s 34 vrstami od skupno 52. Med Ciprinidi ima mangar dobre lastnosti za rekreacijski ribolov, zaradi česar so ga Britanci poimenovali 'tigrisov losos'. Želva z mehkim oklepom v Evfratu je ogrožena želva z mehkim oklepom, ki je omejena na rečni sistem Tigris-Evfrat.
Reliefi novoasirskih palač iz 1. tisočletja pr. n. št. prikazujejo lov na leve in bike v rodovitni pokrajini. Evropski popotniki od 16. do 19. stoletja so v porečju sirskega Evfrata poročali o obilici živali, ki živijo na tem območju, od katerih so mnoge postale redke ali celo izumrle. Vrste, kot so gazela, onager in zdaj izumrli arabski noj, so živele v stepi ob dolini Evfrata, sama dolina pa je bila dom divje svinje. Med mesojede vrste spadajo volk, zlati šakal, rdeča lisica, leopard in lev. Sirskega rjavega medveda lahko najdemo v gorah jugovzhodne Turčije. Prisotnost evrazijskega bobra je bila potrjena v skupku kosti na prazgodovinskem najdišču Tell Abu Hureyra v Siriji, vendar bobra v zgodovinskih časih nikoli niso opazili.

## Reka
Jez Hindija na iraškem Evfratu, ki je temeljil na načrtih britanskega gradbenega inženirja Williama Willcocksa in je bil dokončan leta 1913, je bil prva moderna struktura za preusmeritev vode, zgrajena v rečnem sistemu Tigris-Evfrat. Jezu Hindija sta v 1950-ih sledila jez Ramadi in bližnji regulator Abu Dibbis, ki služita za uravnavanje pretočnega režima Evfrata in odvajanje odvečne poplavne vode v depresijo, ki je zdaj jezero Habanija. Največji iraški jez na Evfratu je jez Haditha; 9 kilometrov dolg zemeljski jez, ki ustvarja jezero Kadisija. Sirija in Turčija sta svoje prve jezove v Evfratu zgradili v 1970-ih. Jez Tabka v Siriji je bil dokončan leta 1973, medtem ko je Turčija leta 1974 dokončala jez Keban, uvod v ogromen projekt Jugovzhodne Anatolije. Od takrat je Sirija zgradila še dva jezova na Evfratu, jez Baath in jez Tišrin ter načrtuje gradnjo četrtega jezu – Halabiye Dam – med Rako in Deir ez-Zorjem. Jez Tabka je največji jez v Siriji, njegov rezervoar (jezero Asad) pa je pomemben vir namakanja in pitne vode. Načrtovano je bilo, da bi bilo treba namakati 640.000 hektarjev iz jezera Asad, toda leta 2000 je bilo realiziranih le 100.000–124.000 hektarjev. Sirija je zgradila tudi tri manjše jezove na Khaburju in njegovih pritokih.
Z izvajanjem projekta Jugovzhodna Anatolija (turško Güneydoğu Anadolu Projesi ali GAP) v 1970-ih je Turčija začela ambiciozen načrt za izkoriščanje voda Tigrisa in Evfrata za namakanje in proizvodnjo hidroelektrične energije ter zagotavljanje gospodarske spodbude svojemu jugovzhodu. GAP vpliva na skupno območje 75.000 kvadratnih kilometrov in približno 7 milijonov ljudi; predstavlja približno 10 odstotkov celotne površine in prebivalstva Turčije. Ko bo dokončan, bo GAP sestavljalo 22 jezov – vključno z jezom Keban – in 19 elektrarn ter bo zagotavljalo vodo za namakanje 1.700.000 hektarjev kmetijskih zemljišč, kar je približno 20 odstotkov namakalne zemlje v Turčiji. Daleč največji jez v GAP je jez Atatürk, ki je ok. 55 kilometrov severozahodno od Şanlıurfa. Ta 184 in 1820 metrov dolg jez je bil dokončan leta 1992; s čimer je nastal rezervoar, ki je tretje največje jezero v Turčiji. Z največjo zmogljivostjo 48,7 kubičnih kilometrov je rezervoar Atatürkovega jezu dovolj velik, da zadrži celoten letni pretok Evfrata. Dokončanje GAP je bilo načrtovano za leto 2010, vendar je bilo odloženo, ker je Svetovna banka zadržala financiranje zaradi pomanjkanja uradnega sporazuma o delitvi vode med Turčijo in državami dolvodnega toka Evfrata in Tigrisa.
Poleg jezov je Irak ustvaril tudi zapleteno mrežo prekopov, ki povezujejo Evfrat z jezerom Habanija, jezerom Tartar in rezervoarjem Abu Dibis; vse to se lahko uporabi za shranjevanje odvečne poplavne vode. Prek Šat wl Haj je Evfrat povezan s Tigrisom. Največji prekop v tem omrežju je glavni odtok ali tako imenovana 'Tretja reka'; zgrajen med letoma 1953 in 1992. Ta 565 kilometrov dolg prekop je namenjen izsušitvi območja med Evfratom in Tigrisom južno od Bagdada, da bi preprečili zasoljevanje tal zaradi namakanja. Omogoča tudi plovbo velikih tovornih barž do Bagdada.

## Religija

### Islam
V islamu hadisi pravijo, da je Mohamed rekel: »Zadnja ura ne bo prišla, preden Evfrat odkrije goro zlata, za katero se bodo ljudje borili. Devetindevetdeset od vsake stote bi umrlo, toda vsak človek med njimi bi rekel, da bi morda on bodi tisti, ki bo rešen« in da »tisti, ki ga [zlato] najde, naj ne vzame ničesar od tega«. To naj bi bil eden od prihodnjih manjših znakov prihoda sodnega dne.

### Krščanstvo
V krščanski Bibliji je reka Evfrat omenjena v Razodetju Raz 16,12, v zadnji knjigi Nove zaveze. Avtor Janez s Patmosa piše o izsušitvi reke Evfrat kot del niza dogodkov, ki napovedujejo drugi prihod Jezusa Kristusa.[69]
Reka Phrath, omenjena v Genezi 1Mz 2,14, je prav tako identificirana kot Evfrat in je ena od štirih rek (poleg Pišona, Gihona in Tigrisa), ki tečejo iz rajskega vrta. Evfrat je tudi ena od mej dežele, ki jo je Bog obljubil Abrahamu in njegovim naslednikom. V hebrejski Bibliji je večkrat omenjen kar kot »reka« (ha-nahar).

## Evfrat v zgodovini

### Obdobja paleolitika do bakrene dobe
Zgodnja poselitev porečja Evfrata je bila omejena na njegov zgornji tok; torej območje, ki je med ljudmi znano kot Rodovitni polmesec. Acheuléenske kamnite artefakte so našli v porečju Sajur in v oazi El Kowm v osrednji sirski stepi; slednji skupaj z ostanki Homo erectusa, ki so bili datirani na 450.000 let. V gorovju Taurus in zgornjem delu doline Evfrata v Siriji so se od 11 tisočletja pred našim štetjem naprej ustanovile zgodnje stalne vasi, kot je Abu Hureyra – ki so jo najprej zasedli lovci-nabiralci, kasneje pa nekateri prvi kmetje, Jerf el Ahmar, Mureybet in Nevalı Çori. Zaradi pomanjkanja namakanja so bile te zgodnje kmetijske skupnosti omejene na območja, kjer je bilo mogoče deževno poljedelstvo, to je na zgornje dele sirskega Evfrata in Turčije. Poznoneolitske vasi, za katere je značilna uvedba lončarstva v zgodnjem 7. tisočletju pr. n. št., so znane po vsem tem območju. Zasedba spodnje Mezopotamije se je začela v 6. tisočletju in je na splošno povezana z uvedbo namakanja, saj je padavin na tem območju premalo za suho poljedelstvo. Dokaze o namakanju so našli na več lokacijah iz tega obdobja, vključno s Tell es-Savanom. V 5. tisočletju pr. n. št. ali v poznem Ubaidskem obdobju je bila severovzhodna Sirija posejana z majhnimi vasmi, čeprav so nekatere od njih zrasle na velikost več kot 10 hektarjev. V Iraku so bila območja, kot sta Eridu in Ur, zasedena že v Ubaidskem obdobju. Glineni modeli čolnov, najdeni pri Tell Mašnaki ob Khaburju, kažejo, da so v tem obdobju že izvajali rečni prevoz. V obdobju Uruk, ki približno sovpada s 4. tisočletjem pr. n. št., so se po Mezopotamiji pojavile resnično urbane naselbine. Mesta, kot sta Tell Brak in Uruk, sta zrasla na več kot 100 hektarjev in sta imela monumentalno arhitekturo. Širjenje južne mezopotamske keramike, arhitekture in pečatenja daleč v Turčijo in Iran se na splošno razlaga kot materialni odraz razširjenega trgovinskega sistema, katerega cilj je bil zagotoviti mezopotamskim mestom surovine. Habuba Kabira ob sirskem Evfratu je izjemen primer naselja, ki se razlaga kot kolonija Uruk.

### Antična zgodovina
Med obdobjem Jemdet Nasr (3600–3100 pr. n. št.) in zgodnjim dinastičnim obdobjem (3100–2350 pr. n. št.) je južna Mezopotamija doživela rast števila in velikosti naselij, kar kaže na močno rast prebivalstva. Te naselbine, vključno s sumersko-akadskimi kraji, kot so Sipar, Uruk, Adab in Kiš, so bile organizirane v konkurenčnih mestih-državah. Mnoga od teh mest so bila ob kanalih Evfrata in Tigrisa, ki so medtem presahnili, vendar jih je še vedno mogoče prepoznati iz posnetkov daljinskega zaznavanja. Podoben razvoj je potekal v Zgornji Mezopotamiji, Subartu in Asiriji, čeprav šele od sredine 3. tisočletja in v manjšem obsegu kot v Spodnji Mezopotamiji. Mesta, kot so Ebla, Mari in Tell Leilan, so v tem obdobju prvič postala pomembna.
Veliki deli porečja Evfrata so bili prvič združeni pod enim samim vladarjem v času Akadskega kraljestva (2335–2154 pr. n. št.) in imperijev Ur III., ki sta neposredno ali posredno prek vazalov nadzorovala velike dele današnjega Iraka in severovzhodnega Sirija. Po njihovem propadu sta Staroasirsko cesarstvo (1975–1750 pr. n. št.) in Mari uveljavila svojo oblast nad severovzhodno Sirijo in severno Mezopotamijo, medtem ko so južno Mezopotamijo nadzorovale mestne države, kot so Isin, Kiš in Larsa, preden je njihova ozemlja prevzela novo nastala država Babilonija pod Hamurabijem v začetku do sredine 18. stoletja pred našim štetjem.
V drugi polovici 2. tisočletja pr. n. št. je bilo porečje Evfrata razdeljeno med Kasitski Babilon na jugu in Mitani, Asirijo in Hetite na severu, pri čemer je Srednjeasirsko cesarstvo (1365–1020 pr. n. št.) sčasoma zasenčilo Hetite, Mitani in kasitski Babilonci. Po koncu srednjeasirskega imperija v poznem 11. stoletju pr. n. št. so med Babilonijo in Asirijo izbruhnili boji za nadzor nad iraškim bazenom Evfrata. Novoasirsko cesarstvo (935–605 pr. n. št.) je sčasoma izšlo kot zmagovalec iz tega spopada in prav tako uspelo pridobiti nadzor nad severnim porečjem Evfrata v prvi polovici 1. tisočletja pr. n. št..
V prihodnjih stoletjih se je nadzor nad širšim porečjem Evfrata premaknil iz Neoasirskega cesarstva (ki je propadlo med 612 in 599 pr. n. št.) na kratkotrajno Medijsko cesarstvo (612–546 pr. n. št.) in enako kratkotrajno Neobabilonsko cesarstvo (612– 539 pr. n. št.) v zadnjih letih 7. stoletja pr. n. št. in na koncu v Ahemenidsko cesarstvo (539–333 pr. n. št.). Ahemenidsko cesarstvo je prevzel Aleksander Veliki, ki je premagal zadnjega kralja Dareja III. in leta 323 pr. n. št. umrl v Babilonu.
Po tem je regija prišla pod nadzor Selevkidskega cesarstva (312–150 pr. n. št.), Partskega cesarstva (150–226 n. š.) (med katerim je več novoasirskih držav, kot je Adiabena, začelo vladati nekaterim regijam Evfrata), in zanj so se bojevali Rimsko cesarstvo, njegovo naslednik Bizantinsko cesarstvo in Sasanidsko cesarstvo (226–638 n. š.), vse do islamskega osvajanja sredi 7. stoletja n. Bitka pri Karbali je potekala blizu bregov te reke leta 680 našega štetja.
Na severu je reka služila kot meja med Veliko Armenijo (331 pr. n. št.–428 n. št.) in Malo Armenijo (slednja je v 1. stoletju pr. n. št. postala rimska provinca).

### Sodobnost
Po prvi svetovni vojni so bile meje v jugozahodni Aziji na novo začrtane z Lozanskim sporazumom (1923), ko je prišlo do razdelitve Osmanskega cesarstva. 109. člen sporazuma je določal, da morajo tri obrežne države Evfrata (takrat Turčija, Francija za njen mandat v Siriji in Združeno kraljestvo za svoj mandat v Iraku) doseči medsebojni sporazum o uporabi njegove vode in o izdelava katerekoli hidravlične napeljave. Sporazum med Turčijo in Irakom, podpisan leta 1946, je od Turčije zahteval, da poroča Iraku o kakršnih koli hidravličnih spremembah, ki jih naredi v rečnem sistemu Tigris-Evfrat, in je Iraku dovolil gradnjo jezov na turškem ozemlju za upravljanje toka Evfrata.
Reka je bila na iraškem grbu od leta 1932 do 1959.
Turčija in Sirija sta dokončali svoje prve jezove na Evfratu – jez Keban oziroma jez Tabqa – v enem letu drug od drugega, polnjenje rezervoarjev pa se je začelo leta 1975. Istočasno je območje prizadela huda suša in reka pretok proti Iraku se je zmanjšal s 15,3 kubičnih kilometrov leta 1973 na 9,4 kubičnih kilometrov leta 1975. To je privedlo do mednarodne krize, med katero je Irak grozil z bombardiranjem jezu Tabka. Po posredovanju Saudove Arabije in Sovjetske zveze je bil končno dosežen sporazum med Sirijo in Irakom. Podobna kriza, čeprav ni eskalirala do točke vojaških groženj, se je zgodila leta 1981, ko je bilo treba ponovno napolniti rezervoar jezu Keban, potem ko je bil skoraj izpraznjen, da bi začasno povečali turško proizvodnjo hidroelektrične energije. Leta 1984 je Turčija enostransko izjavila, da bo zagotovila pretok najmanj 500 kubičnih metrov na sekundo ali 16 kubičnih kilometrov na leto v Sirijo, leta 1987 pa je v ta namen podpisala dvostransko pogodbo. Drug dvostranski sporazum iz leta 1989 med Sirijo in Irakom določa količino vode, ki teče v Irak, na 60 odstotkov količine, ki jo Sirija prejme od Turčije. Leta 2008 so Turčija, Sirija in Irak ustanovili Skupni tristranski odbor (JTC) za upravljanje vode v porečju Tigris-Evfrat in 3. septembra 2009 je bil v ta namen podpisan nadaljnji sporazum. 15. aprila 2014 je Turčija začela zmanjševati dotok Evfrata v Sirijo in Irak. Tok je bil popolnoma prekinjen 16. maja 2014, zaradi česar se je Evfrat končal na turško-sirski meji. To je bilo v nasprotju s sporazumom, doseženim leta 1987, v katerem se je Turčija zavezala, da bo na turško-sirski meji izpustila najmanj 500 kubičnih metrov vode na sekundo.
Med državljansko vojno v Siriji in državljansko vojno v Iraku je bil velik del Evfrata pod nadzorom Islamske države od leta 2014 do 2017, ko je teroristična skupina začela izgubljati ozemlja in je bila na koncu ozemeljsko poražena v Siriji v bitki pri Baghouzu in v Iraku v Ofenziva v zahodnem Iraku.

## Spori
Podobno kot pri Tigrisu je tudi Evfrat jabolko spora glede pravic izkoriščanja vode. Turčija je v okviru razvojnega projekta za jugovzhodno Anatolijo (največji projekt v turški zgodovini vseh časov) predvidela gradnjo 22 jezov in 19 hidroelektrarn med letoma 1990 in 2005. Turške oblasti upajo, da bo projekt omogočil gospodarski razcvet te zaostale regije in obenem zmanjšal nezadovoljstvo kurdske manjšine. Domači in tuji kritiki pa opozarjajo na škodljive posledice na družbi in okolju.
Sirija je leta 1973 dogradila jez Tabka (znan tudio kot evfratski jez), za katerim je nastalo akumulacijsko Asadovo jezero, ki služi namakanju polj bombaža. Sirija je zajezila tudi oba pritoka in gradi še en jez. V Iraku deluje 7 jezov, vendar je nadzor nad vodo izgubil prioriteto v času Sadama Huseina in ponovno prišel v ospredje po njegovem padcu leta 2003. Nove iraške oblasti se bojijo, da bosta ob že siceršnjem pomanjkanju vode na Bližnjem vzhodu Turčija in Sirija porabili večino vode, preden bo sploh pritekla do Iraka. Trenutno zaradi namakanja v južnem Iraku priteče zelo malo vode do združitve s Tigrisom v Šat el Arab.